# Polychlorierte Carbazole

Allgemeine Struktur von polychlorierten Carbazolen

Polychlorierte Carbazole (PCCZ) sind eine Gruppe von chlorierten organischen Verbindungen. Sie sind Derivate von Carbazol und Stickstoff-Analoge von polychlorierten Dibenzofuranen.
| Chloratome | PCCZ-Isomere |
| ---------- | ------------ |
| 1          | 004          |
| 2          | 016          |
| 3          | 028          |
| 4          | 038          |
| 5          | 028          |
| 6          | 016          |
| 7          | 004          |
| 8          | 001          |
| Total      | 135          |

Polychlorierte Carbazole kommen meist als Gemisch vor. Dieses Gemisch kann ein bestimmtes Häufigkeitsmuster (Kongenerenmuster) aufweisen, aus dem sich Rückschlüsse auf die Entstehungsursachen ziehen lassen.
PCCZ werden nicht gezielt hergestellt. Sie entstehen unter bestimmten Bedingungen als Nebenprodukte bei thermischen Prozessen.
In Umweltproben werden auch gemischthalogenierte Carbazole gefunden.